# David Costas
David Costas Cordal (Vigo, 26 maart 1995) is een Spaans voetballer die doorgaans als centrale verdediger speelt. Hij stroomde in 2013 door vanuit de jeugd van Celta de Vigo. Voor het seizoen 2017/2018 werd Costas verhuurd aan FC Barcelona.

## Clubcarrière
Costas werd geboren in Vigo en sloot ter plaatse aan bij Celta de Vigo. Hij debuteerde hiervoor op 25 augustus 2013 in de Primera División, tegen Real Betis. Hij verving Augusto Fernández na 77 minuten. Celta won met 1-2 op het veld van Real Betis. Costas speelde op huurbasis voor RCD Mallorca (2015/16), Real Oviedo (2017) en FC Barcelona B (2017/18). Op 30 november 2017 speelde de verdediger met het eerste elftal van Barça in de Copa del Rey. In de wedstrijd tegen Real Murcia viel Costas in voor Gerard Piqué.

## Erelijst
| Copa del Rey | 1x | 2017/18 |

1 Villar ·
2 Starfelt ·
3 Mingueza ·
5 Carreira ·
6 Moriba ·
7 Iglesias ·
8 Beltrán ·
9 Douvikas ·
10 Aspas  ·
11 Cervi ·
12 González ·
13 Guaita ·
14 De la Torre ·
15 Aidoo ·
16 Jailson ·
17 Bamba ·
18 Durán ·
19 Swedberg ·
20 Alonso ·
21 Ristić ·
22 Manquillo ·
23 Allende ·
24 Domínguez ·
25 Rodríguez ·
30 Álvarez ·
33 Sotelo ·
Coach: Giráldez